# 佩西内托
佩西内托（義大利語：Pessinetto），是意大利都灵省的一个市镇。总面积5.9平方公里，人口621人，人口密度105.3人/平方公里（2009年）。ISTAT代码为001188。